# David Andreas Forstmeyer der Jüngere
David Andreas Forstmeyer (* 12. Mai 1753 in Weißenburg; † nach 1805, möglicherweise in Pforzheim) war ein Musiker aus der Familie Forstmeyer.

## Leben
Forstmeyer war eines von 14 Kindern des Weißenburger Stadtmusikers David Andreas Forstmeyer und seiner Frau Eva Maria, geb. Wechsler. Von seinen Geschwistern sind Andreas Ehrenfried Forstmeyer und Georg Christian Forstmeyer ebenfalls als Musiker tätig gewesen. Er besuchte die Lateinschule der Stadt Weißenburg und absolvierte vermutlich eine Musikerausbildung bei seinem Vater. Er ist anschließend aus unbekannten Gründen aus Weißenburg ausgezogen. Am 19. September 1780 heiratete er Jacobina Christmann in Brötzingen bei Pforzheim, wo er als Lehrer verzeichnet war. Im Staats- und Addresshandbuch des schwäbischen Reichs-Kraises auf d. Jar 1794 erscheint er als Musikmeister am Pädagogium zu Pforzheim. Laut Kur Badischem Hof- und Staatskalender übte er das Amt bis mindestens 1805 aus. Weitere Angaben zu seinem Leben und seiner musikalischen Betätigung sind nicht bekannt.